# Maybe Baby (Sängerin)

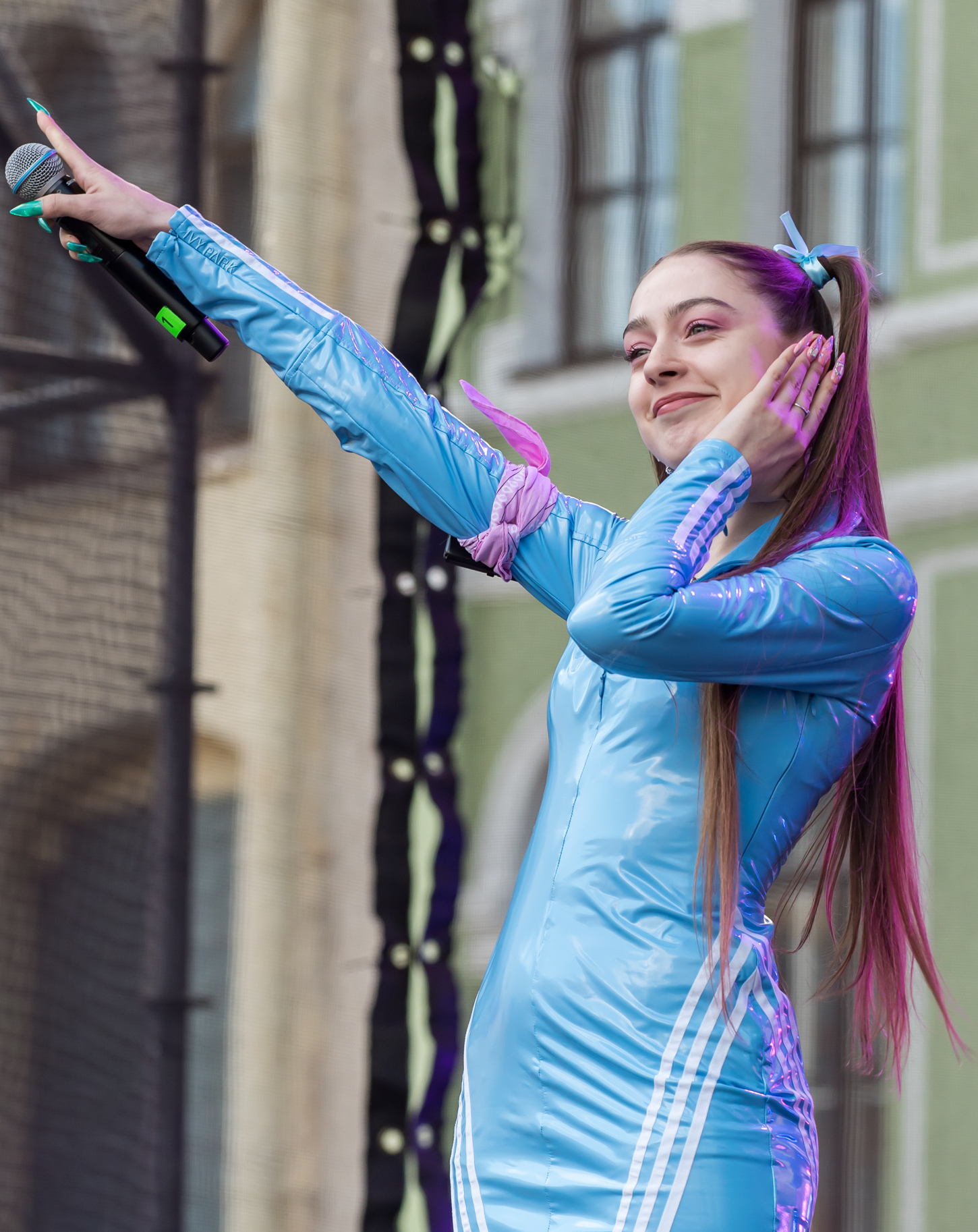
Maybe Baby in Sankt Petersburg (2023)

Maybe Baby (russisch Мэйби Бэйби, bürgerlich Wiktoryja Uladsimirauna Lyssjuk, belarussisch Вікторыя Уладзіміраўна Лысюк, * 27. September 1995 in Schabinka) ist eine russische Sängerin und Rapperin belarussischer Herkunft.

## Biografie
Nach der Schule zog sie nach Sankt Petersburg um und besuchte dort die Staatliche Universität für Verkehrswesen.
2017 wurde sie Leadsängerin der Band Friendzone. 2018 veröffentlichte sie ihre erste Solo-Single. Die Band löste sich im April 2022 auf. Lyssjuk veröffentlichte im folgenden August ihr erstes Solo-Studioalbum Maybeland. Es war auf Platz 5 der russischen Apple-Music-Charts.
Im September 2020 trat Lyssjuk in der von Maxim Galkin moderierten Show Musykaliti auf. Im Dezember 2020 trat sie bei MTV Rossija auf und erhielt vom Sender die Auszeichnung „Musikerin des Jahres.“
Im Frühjahr 2023 trat Lyssjuk beim Jugendfestival Teen City Day auf, das von VK in Sankt Petersburg organisiert wurde. Von Mai bis Juni 2023 war sie auf einer Konzerttournee in 16 russischen Städten. Ab November 2023 begann eine weitere  groß angelegte Konzerttournee.

## Stil und Rezeption
Lyssjuks Liedtexte handeln von Liebe, Gefühlen, Teenagerproblemen und dem modernen Leben. Das russische Unterhaltungsmagazin Afischa bezeichnet ihren Musikstil als „versüßten Pop-Rock-Rap mit einem Hauch von Aggression.“
Im Juni 2021 veröffentlichte Lyssjuk zusammen mit ihrem Bandkollegen Kroki ein Protestlied, weil ihnen vorgeworfen wurde, LGBT-Personen, Drogen und ausschweifendes Verhalten zu fördern und die Staatsanwaltschaft von Nowosibirsk ihre Konzerte abgesagt hat.
Im November 2022 veröffentlichte Dmitri Kulkow, ein Kriegsberichterstatter von Perwy kanal, einen Aufruf der Soldaten der Gruppe Wagner, die Lyssjuk baten, an der Front ein Konzert zu geben. Insbesondere das Lied Pochrjukai sei bei der Eliteabteilung von Wagner beliebt.

## Privates
Lyssjuk ist laut eigener Aussage bisexuell und war in einer Beziehung mit einer anderen Frau.

## Diskografie

### Studioalben
- 2022: Мэйбилэнд (Rhymes Music)
- 2023: Shawty (Booking RM)

### EPs
- 2018: Только если в щёчку

### Singles (Auswahl)
- 2018: Аскорбинка
- 2019: Тамагочи (mit Aljona Schwez)
- 2020: Кокоро (mit Френдзона)
- 2020: Не исправлюсь (mit Dora)
- 2020: Ахегао
- 2021: Барбисайз (mit Dora)